# Bir Ahmad
Bir Ahmad (àrab: بئر أحمد, Biʾr Aḥmad) és una petita vila de poc més de mil habitants situada a uns 10 km al nord d'Aden, que fou la capital del xeic dels Aqrabi. El riu Lahej passa per la seva rodalia, però normalment és sec. La zona és molt àrida i improductiva, amb una quantitat ínfima de pluja a l'any. A la vila hi havia el palau del xeic, conegut com el palau del sultà, que encara es conserva.
El 1887 fou assetjada pels abdali de Lahej, provocant la intervenció britànica. El juny de 1994 fou teatre d'una batalla entre els nacionalistes sudiemenites i les forces del govern de Sana que volien ocupar Aden.